# Cihaurkuning (Cisompet)
Cihaurkuning is een bestuurslaag in het regentschap Garut van de provincie West-Java, Indonesië. Cihaurkuning telt 4784 inwoners (volkstelling 2010).